# Арко (Айдахо)
Арко — місто в окрузі Б'ютт, штат Айдахо, США. Згідно з переписом 2010 року населення становило 995 осіб. Це найбільше місто і окружний центр округу Б'ютт.
Арко лежить на березі Біг-Лост Рівер і є проміжним пунктом між Хребтом Лост-Рівер і Долиною Снейк-Рівер.
На південний захід від міста вздовж 20-ї магістралі США розкинувся Національний парк «Місячні кратери». На схід від міста розташована Національна лабораторія Айдахо (INL).

## Географія
Арко розташоване за координатами 43°37′55″ пн. ш. 113°18′9″ зх. д. / 43.63194° пн. ш. 113.30250° зх. д. (43.631893, -113.302568).  За даними Бюро перепису населення США в 2010 році місто мало площу 2,78 км², з яких 2,75 км² — суходіл та 0,03 км² — водойми.

### Клімат
| Клімат : Арко                      | Клімат : Арко | Клімат : Арко | Клімат : Арко | Клімат : Арко | Клімат : Арко | Клімат : Арко | Клімат : Арко | Клімат : Арко | Клімат : Арко | Клімат : Арко | Клімат : Арко | Клімат : Арко | Клімат : Арко |
| Показник                           | Січ.          | Лют.          | Бер.          | Квіт.         | Трав.         | Черв.         | Лип.          | Серп.         | Вер.          | Жовт.         | Лист.         | Груд.         | Рік           |
| Середній максимум, °C              | −1,4          | 1,9           | 7,6           | 14,5          | 19,4          | 24,8          | 29,2          | 28,4          | 23,1          | 16,2          | 5,5           | −0,9          | 14,1          |
| Середній мінімум, °C               | −15,1         | −12,4         | −6,3          | −1,8          | 2,6           | 6,3           | 9,1           | 8,3           | 3,3           | −1,7          | −8            | −14,3         | −2,5          |
| Норма опадів, мм                   | 21            | 27            | 22            | 19            | 34            | 23            | 21            | 20            | 18            | 16            | 20            | 21            | 262           |
| ---------------------------------- | ------------- | ------------- | ------------- | ------------- | ------------- | ------------- | ------------- | ------------- | ------------- | ------------- | ------------- | ------------- | ------------- |
| Джерело: NOAA (normals, 1971–2000) |               |               |               |               |               |               |               |               |               |               |               |               |               |

## Демографія

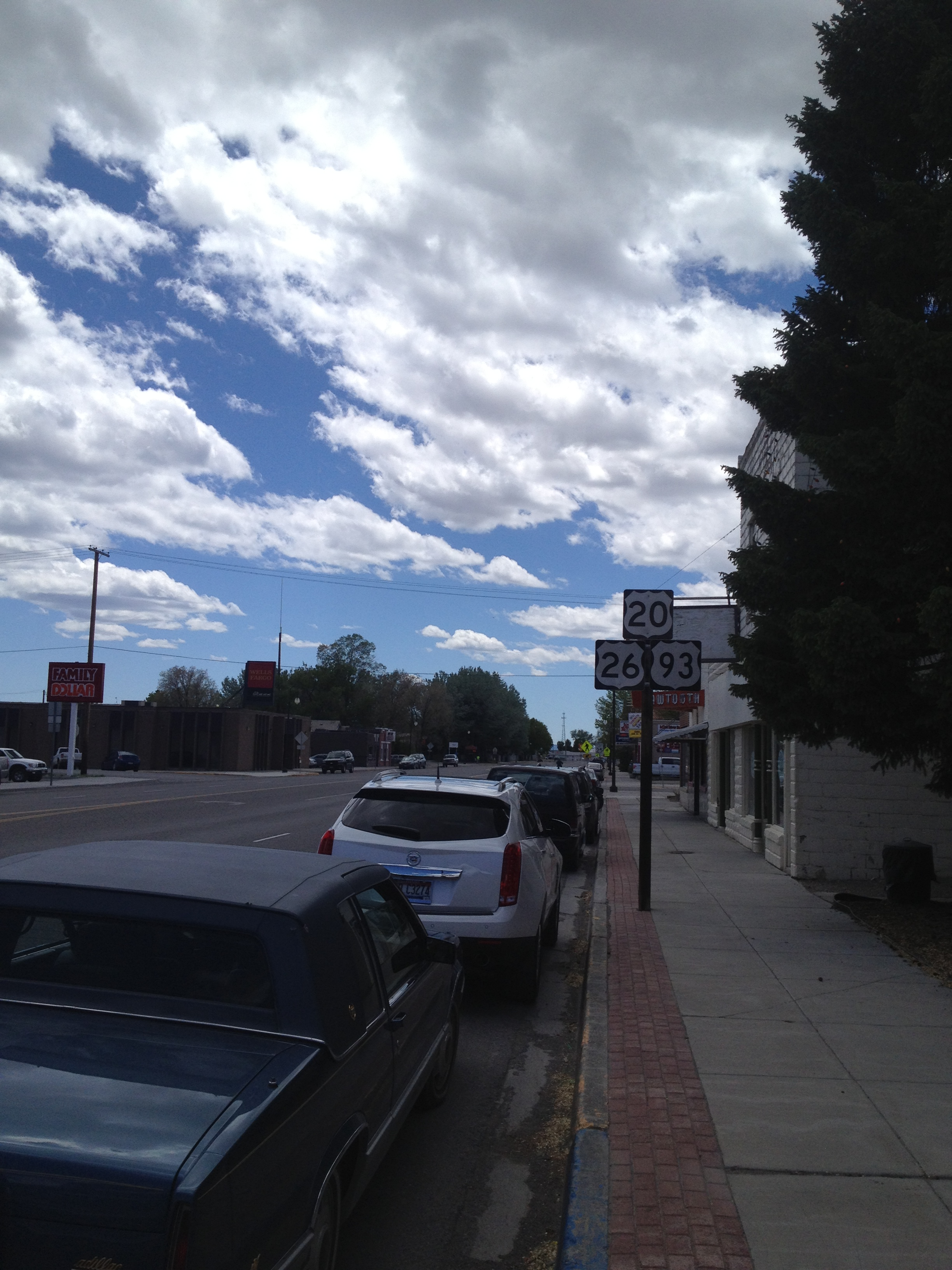
Арко, Айдахо

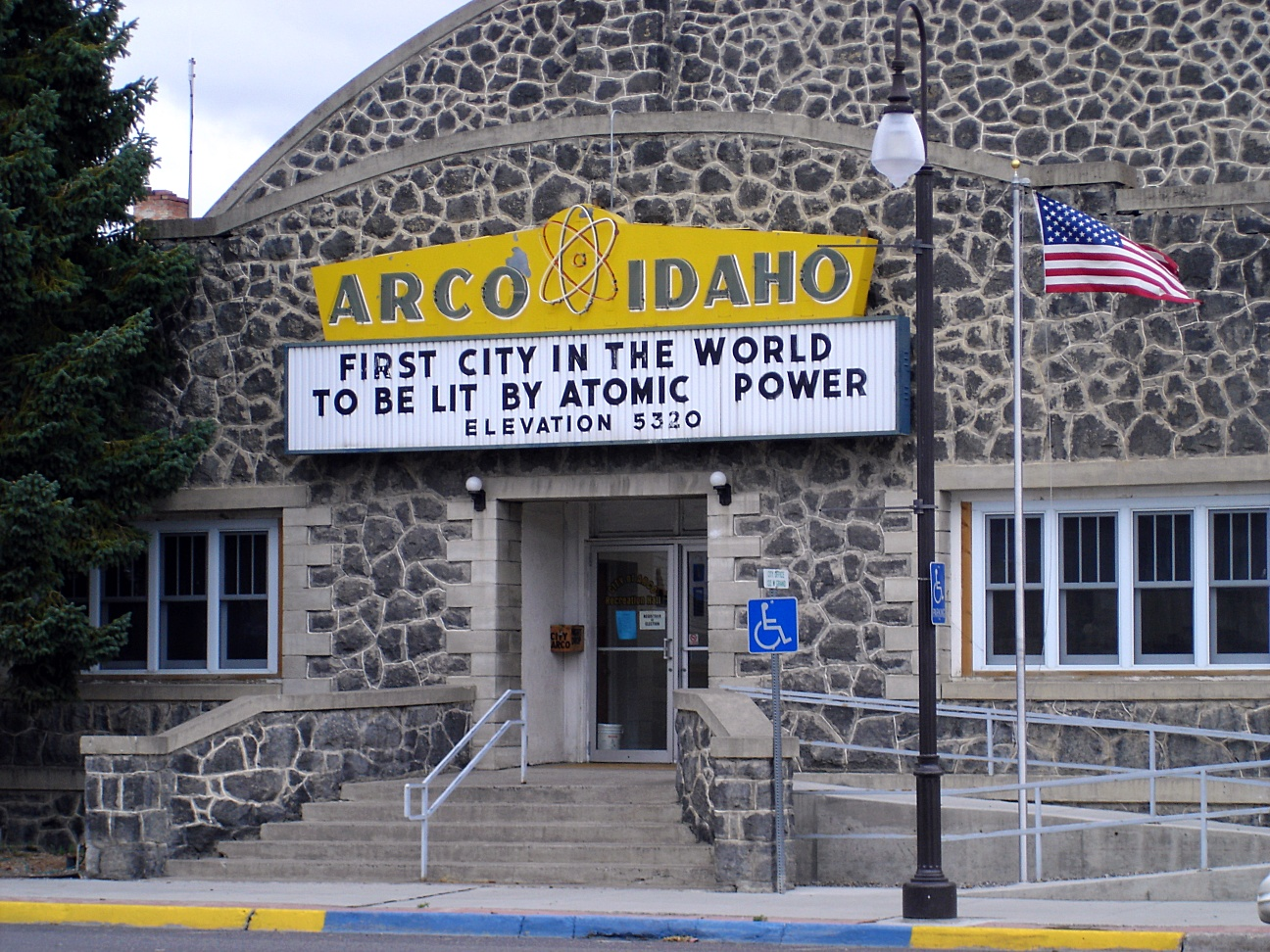
Міськрада/розважальний центр
на Головній вулиці в Арко

### Перепис 2010 року
Згідно з переписом 2010 року, у місті проживало 995 осіб у 417 домогосподарствах у складі 254 родин. Густота населення становила 938,7 ос./км². Було 504 помешкання, середня густота яких становила 475,5 ос./км². Расовий склад міста: 95,1 % білих, 0,3 % індіанців, 0,3 % азіатів, 1,7 % інших рас, а також 2,6 % людей, які зараховують себе до двох або більше рас. Іспанці та латиноамериканці незалежно від раси становили 3,0 % населення.
Із 417 домогосподарств 30,2 % мали дітей віком до 18 років, які жили з батьками; 44,4 % були подружжями, які жили разом; 13,2 % мали господиню без чоловіка; 3,4 % мали господаря без дружини і 39,1 % не були родинами. 34,1 % домогосподарств складалися з однієї особи, у тому числі 15,9 % віком 65 і більше років. У середньому на домогосподарство припадало 2,35 мешканця, а середній розмір родини становив 3,03 особи.
Середній вік жителів міста становив 41,2 року. Із них 26,9 % були віком до 18 років; 6,1 % — від 18 до 24; 21,6 % від 25 до 44; 26,1 % від 45 до 64 і 18,9 % — 65 років або старші. Статевий склад населення: 51,8 % — чоловіки і 48,2 % — жінки.
Середній дохід на одне домашнє господарство  становив 50 216 доларів США (медіана — 31 681), а середній дохід на одну сім'ю — 61 437 доларів (медіана — 36 354). Медіана доходів становила 42 188 доларів для чоловіків та 45 125 доларів для жінок. За межею бідності перебувало 35,5 % осіб, у тому числі 62,3 % дітей у віці до 18 років та 12,7 % осіб у віці 65 років та старших.
Цивільне працевлаштоване населення становило 339 осіб. Основні галузі зайнятості: освіта, охорона здоров'я та соціальна допомога — 20,4 %, науковці, спеціалісти, менеджери — 18,6 %, публічна адміністрація — 12,7 %, сільське господарство, лісництво, риболовля — 12,1 %.

### Перепис 2000 року
Згідно з переписом 2000 року, у місті проживало 1 026 осіб у 427 домогосподарствах у складі 269 родин. Густота населення становила 450,2 ос./км². Було 505 помешкань, середня густота яких становила 221,6 ос./км². Расовий склад міста: 95,13 % білих, 0,49 % афроамериканців, 1,36 % індіанців, 1,75 % інших рас і 1,27 % людей, які зараховують себе до двох або більше рас. Іспанці та латиноамериканці незалежно від раси становили 3,61 % населення.
Із 427 домогосподарств 29,3 % мали дітей віком до 18 років, які жили з батьками; 48,2 % були подружжями, які жили разом; 11,9 % мали господиню без чоловіка, і 37,0 % не були родинами. 34,0 % домогосподарств складалися з однієї особи, у тому числі 15,2 % віком 65 і більше років. У середньому на домогосподарство припадало 2,35 мешканця, а середній розмір родини становив 3,04.
Віковий склад населення: 27,9 % віком до 18 років, 6,8 % від 18 до 24, 22,4 % від 25 до 44, 25,8 % від 45 до 64 і 17,1 % років і старші. Середній вік жителів — 40 року. Статевий склад населення: 47,9 % — чоловіки і 52,1 % — жінки.
Середній дохід домогосподарств у місті становив US$27 993, родин — $34 688. Середній дохід чоловіків становив $34 688 проти $17 386 у жінок. Дохід на душу населення в місті був $14 744. Приблизно 19,6 % родин і 22,6 % населення перебували за межею бідності, включаючи 33,8 % віком до 18 років і 15,8 % від 64 і старших.